# Чёрный, Сергей Данилович
Сергей Данилович Чёрный (1874—1956) — российский, украинский и советский астроном.

## Биография
Окончил в 1897 физико-математический факультет Киевского университета, затем аспирантуру при Киевской астрономической обсерватории, преподавал в 1905—1908 в Киевском университете, приват-доцент. С 1908 по 1916 — профессор Варшавского университета, директор обсерватории Варшавского университета, профессор Варшавских высших женских курсов. В 1915 в связи с Первой мировой войной Варшавский университет переехал в Ростов-на-Дону, где Чёрный возглавлял кафедру астрономии и геодезии с 1915 по 1922. После защиты диссертации в Петроградском университете на тему «О числе возможных решений задачи о вычислении параболических орбит по способу Ольберса» занял должность профессора Ростовского-на-Дону университета, с 1923 по 1939 — профессор Киевского университета и директор Киевской астрономической обсерватории. В 1939 после получения академической пенсии переехал в Курск.
После освобождения Курска от оккупации в феврале 1943 года С. Д. Черный работал научным сотрудником Курского областного краеведческого музея и преподавал на курсах повышения квалификации учителей.
С ноября 1943 года С. Д. Черный работал в должности профессора Курского государственного педагогического института, где первое время читал курс астрономии на географическом факультете. 17 сентября 1945 года была открыта кафедра математики, заведующим которой был назначен С. Д. Черный. В течение трех лет он читал студентам курс аналитической геометрии, а с 1947 года и курс астрономии. В 1951 году в возрасте 78 лет С. Д. Черный оставил пост заведующего кафедрой математики и ушел на пенсию. Однако до своей смерти (в феврале 1956 года) Сергей Данилович сохранял тесную связь с коллективом кафедры и продолжал плодотворную научную деятельность. Завещал Курскому государственному педагогическому институту свою личную библиотеку и более 80 тыс. руб. на приобретение телескопа и строительство институтской астрономической обсерватории, которая была построена в 1960-х в новом лабораторном корпусе.
Основные труды относятся к небесной механике и теоретической астрономии. В Варшаве и Киеве провел ряды наблюдений больших планет, комет, ярких астероидов, покрытий звезд Луной. Разработал оригинальные методы определения орбит комет и планет, развил динамическую теорию переменности β Лиры, занимался исследованием устойчивости затменных звезд, свободной нутации Земли. Написал первый учебник по астрономии на украинском языке.
Был членом Русского астрономического общества, Русского общества любителей мироведения, общества естествоиспытателей при Варшавском университете и Математического общества при Киевском университете, действительным членом Международного астрономического союза и Французского астрономического общества, почетным членом Мексиканского астрономического общества.

## Публикации

#### 1907
- Геометрическое решение задачи о трех телах в двух частных случаях / Сергей Данилович Черный. — Киев : тип. Имп. Ун-та св. Владимира, АО печ. и изд. дела Н.Т. Корчак-Новицкого, 1907. — [2], 15 с.
- О числе возможных решений задачи о вычислении параболических орбит по способу Ольберса / Сергей Данилович Черный. — Киев : тип. Имп. Ун-та св. Владимира, АО печ. и изд. дела Н.Т. Корчак-Новицкого, 1907. — [4], 44 с.

#### 1910
- Парадоксальный случай при вычислении орбиты кометы 1910а по способу Гаусса / [Сочинение] Сергея Даниловича Черного. — Киев : тип. Имп. Ун-та св. Владимира, АО печ. и изд. дела Н. Т. Корчак-Новицкого, 1910. — [2], 14 с.
- Три вида пораболических орбит кометы 1910а / [Сочинение] Сергея Даниловича Черного. — Варшава : тип. Варш. учеб. окр., 1910. — [2], 6 с.

#### 1911
- Вычисление параболических орбит комет по трем наблюдениям / [Сочинение] Сергея Даниловича Черного. — Варшава : тип. Варш. учеб. окр., 1911. — [2], 112, II с.
- Наблюдения комет 1911 с (Брукса), 1911 f (Кениссе) и 1911 g (Белявского), произведенные рефрактором (0,16 метра) Варшавской обсерватории / [Сочинение] профессора Сергея Даниловича Черного. — Варшава : тип. Варш. учеб. окр., 1912. — [2], 13 с.

#### 1913
- Строение звездной системы / Сергей Данилович Черный. — Варшава : тип. Варш. учеб. окр., 1913. — [2], 38 с.
- Курс описательной астрономии / Сергей Данилович Черный, проф. Варш. ун-та и Варш. высш. жен. курсов. — Ростов-на-Дону : тип. Тер-Абрамиана, 1916. — XVIII, 203 с.

#### 1940
- The triple system of S Sagittae / S. D. Tscherny // Astronomical Journal. — 1940. — Vol. 49, no. 1127. — P. 49-50.
- The state of the evolution of R Scuti / S. D. Tscherny // Astronomical Journal. — 1940. — Vol. 49, no. 1127. — P. 50-51.
- Eight eclipsing variables in the cluster Messier 5 / S. D. Tscherny // Astronomical Journal. — 1940. — Vol. 49, no. 1127. — P. 51-52.